# Alice Brown
Pour les articles homonymes, voir Alice Brown (écrivaine) et Brown.
Alice Regina Brown, née le 20 septembre 1960, est une ancienne athlète américaine championne olympique.
Brown prit part aux Jeux olympiques d'été de 1984 à Los Angeles et y gagna la médaille d’argent du 100 m derrière sa compatriote Evelyn Ashford et devant Merlene Ottey. Sur le relais 4 × 100 m avec Jeanette Bolden, Chandra Cheeseborough et Evelyn Ashford, elle remporta l’or. Elle faisait encore partie du relais 4 × 100 m américain victorieux aux championnats du monde de 1987.
Aux Jeux olympiques d'été de 1988 à Séoul, elle remporta une dernière médaille olympique toujours en relais 4 × 100 m avec cette fois-ci comme équipières Sheila Echols, Florence Griffith Joyner et Evelyn Ashford.

## Palmarès

### Jeux olympiques d'été
- Jeux olympiques d'été de 1984 à Los Angeles ( États-Unis)
  -  Médaille d'argent sur 100 m
  -  Médaille d'or en relais 4 × 100 m
- Jeux olympiques d'été de 1988 à Séoul ( Corée du Sud)
  -  Médaille d'or en relais 4 × 100 m

### Championnats du monde d'athlétisme
- Championnats du monde d'athlétisme de 1983 à Helsinki ( Finlande)
  - éliminée lors des demi-finales sur 100 m
  - éliminée lors des demi-finales avec le relais 4 × 100 m
- Championnats du monde d'athlétisme de 1987 à Rome ( Italie)
  - éliminée lors des demi-finales sur 100 m
  -  Médaille d'or en relais 4 × 100 m